# Enda de Aran
Santo Enda de Aran (em irlandês:  Éanna, Éinne) foi um rei e monge irlandês. É considerado um dos pais do monasticismo irlandês, junto de São Finiano de Clonard.

## Biografia
Segundo o Martírio de Oengus, Enda era um príncipe irlandês proeminente, filho de Conall Derg, rei de Oriel, em Ulster. Conta-se que, após a morte de seu pai, Enda sucedeu-o enquanto rei e rumou para lutar contra seus inimigos. Foi então, enquanto soldado, convertido por Santa Fanchea, uma abadessa. Visitou-a, no que ela tentou persuadi-lo a deixar as armas. Ele concordou, mas apenas se sua irmã lhe desse uma jovem da abadia como esposa, ao que renunciou aos seus sonhos de conquista e decidiu casar-se. A moça que ele escolhera, contudo, acabara de morrer, e Fanchea forçou-o a ver seu cadáver, para lembrá-lo que, como todos, algum dia enfrentaria a morte e o juízo. Contemplando a realidade da morte e cedendo à persuasão de sua irmã, Enda decidiu preparar-se para o sacerdócio, primeiramente estudando no Mosteiro de Santo Albeu, em Emly.
Diz-se que Enda aprendeu os princípios da vida monástica em Rosnat (provavelmente a atual Whithorn, na Escócia). Retornando à Irlanda, construiu uma igreja em Drogheda. Por volta de 484, recebeu terras nas Ilhas de Aran de seu cunhado, Óengus mac Nad Froích, primeiro rei cristão de Munster. Seus monges imitavam o monasticismo dos Padres do Deserto em seu ascetismo e simplicidade. Estabeleceu o Mosteiro de Enda, conhecido como o primeiro mosteiro na Irlanda, em Killeaney, Inis Mór, onde os monges viviam uma vida de trabalhos manuais, oração, jejum e estudo da Bíblia, vivendo sozinhos em suas celas, dormindo no chão, comendo juntos em silêncio, e sobrevivendo da pescaria e pecuária de subsistência.